# Тим Тајлор
Тим Тајлор је авантуристички стрип који је настао у студију браће Јанг, Лајмена и Чика. Творац стрипа је стрип-цртач и карикатуриста Лајмен Јанг, а прво објављивање је било 13. августа 1928. године. Стрип је настао у време када је Африка представљала егзотичан и тајанствени континент што је будило машту читалаца. Верни пријатељи Тима Тајлора су Спад и црна пантера Фaнг.
Стрип је цртан од 1928. до 1996. године, а илустратори су били: Алекс Рејмонд, Burne Hogarth, Clark Haas, Tony DiPreta, Nat Edson и Tom Massey. Авантуре Тима Тајлора објављивало је неколико листова у бившој Југославији, током педесетих и шездесетих година прошлог века. У заглављу је цртеж, насловница "Омладине" из 1952. године, који је нацртао Сергеј Соловјев.
Популарност стрипа довела је Тима Тајлора и на филм. Године 1937. снимљено је 12 епизода.